# Sant Feliu de Vilac
Sant Feliu de Vilac és una església romànica del poble de Vilac al municipi de Vielha e Mijaran a la Vall d'Aran protegida com a bé cultural d'interès local. És als afores del nucli, al lloc de l'antic castell, del qual el campanar era una torre de defensa. És d'origen romànic (segles xii-xiii) reformat en èpoques posteriors.

## Descripció

### Exterior

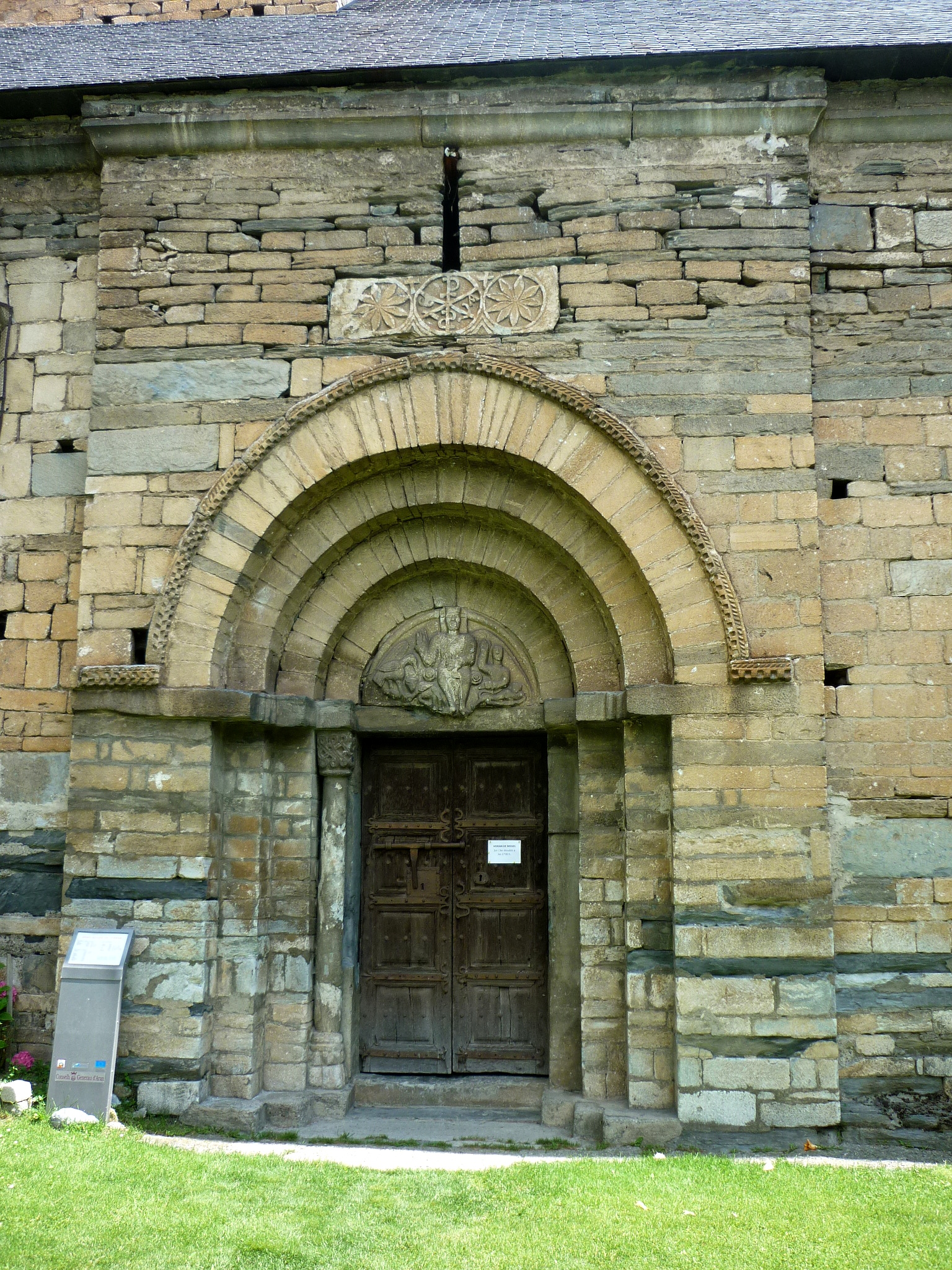
Portada romànica

L'edifici presideix una plaça que fa de mirador. És de planta basilical (26,70 m de llarg per 11,15 m d'ample), de tres naus, la central coberta amb volta de canó, i de quart de cercle les laterals, reforçades per arcs torals i separades per arcs formers que descansen sobre pilars circulars. De la volta arranca una petita cornisa decorada amb boles en relleu. A llevant trobem l'actual presbiteri octavat cobert per una cúpula amb llanterna que és una obra del segle xix. A l'extrem d'aquest, al 1829, segons consta a la façana, es construí la sagristia.
La portada romànica s'obre al mur de migdia i és formada per quatre arquivoltes de mig punt en degradació, llises però encerclades per un guardapols escacat amb cordatges trenats, només una arquivolta conserva una columna de fust exempt i monolític que descansa sobre una base àtica bastant alta i amb un capitell cúbic amb entrellaçats. La imposta llisa, es perllonga en la llinda monolític. El timpà de marbre, en forma semicircular que recolza damunt la llinda rectangular de pedra, envoltat per un arc de mig punt adovellat que correspon a l'arquivolta inferior de la portalada, representa el Pantocràtor. L'execució escultòrica d'aquest timpà és força arcaica i recorda el de la portalada de l'església de Bossòst. Damunt del portal hi ha encastada una pedra amb un crismó i dues roses.
Al centre del mur de ponent s'aixeca el campanar de torre gòtic de planta quadrada, de tres pisos. El superior té dues finestres d'arcs apuntats a cada costat i l'inferior té una única finestra per cara amb tres arcs en degradació sostinguts per columnes.

### Interior
A l'interior conserva uns elements d'època romànica. Una pica baptismal que té la part superior decorada per un fris continuat on un monstre alat es mossega la cua formant una cinta continua ondulant de poc relleu que dona la volta a la pica. Entre les ondulacions hi ha trèvols i pinyes. La part inferior de la pica, on fa l'ondulació, és decorada amb una figura humana molt estranya, amb uns ull enormes, dret, amb les cames i els peus representats de perfil i la resta de front i tocant-se el cap amb la mà esquerra. La resta de la pica és decorada amb arcuacions molt estilitzades. El pedestal és format per una columna amb quatre bordons. La base és decorada amb petites semiesferes en relleu.
També hi ha una pica beneitera amb dues franges horitzontals, amb incisions romboïdals molt profundes a la part superior i semiesferes a la part inferior. el pedestal, d'uns 45 cm d'alçada, format per una columna central d'uns 20 cm de diàmetre, rodejada de quatre columnetes exemptes que es recolzen a cada un dels angles de la base de forma cúbica.
S'hi conserven una talla policromada de la Mare de Déu de Gràcia, de transició al gòtic (segle xiii), una creu processional d'argent sobredaurat (segle xviii), així com cinc plafons d'un antic retaule gòtic, amb sant Miquel i la Dormició de Maria. de factura excel·lent, atribuït al "mestre de Vielha" o Pere Despallargues.
A la sagristia trobem cinc plafons d'un retaule gòtic, en molt mal estat de conservació. Representen un Sant Miquel, la Visitació, l'Anunciació, el Naixement de Jesús i la Dormició de Maria. Les taules presenten diferències en l'execució, el que fa pensar en diverses mans.

### Peus d'altar
1-. Situat a la segona capella sota el presbiteri octogonal. Està construït d'un sol bloc monolític de pedra, de planta quadrada, amb una semi-columna a cada angle que es recolza sobre una base i que està rematat per un alt capitell amb una sèrie de línies horitzontals a la part central flanquejades per escacats.
2-. Situat a la primera capella sota el presbiteri octogonal. És un bloc monolític de pedra, de superfície llisa excepte una obertura al centre que sembla que podria havia fet funcions de reliquiari.
3-. Situat a la capella central esquerra del presbiteri. És un bloc de pedra monolítica, de planta quadrada amb una semi-columna de poc relleu a cada angle i, al mig, un atlant molt barroer esculpit. La part inferior, a mode de base, no presenta gairebé decoració i a la part superior apareix un capitell força alt i sense decoració. L'atlant apareix representat frontalment, sostenint el capitell amb el cap i les dues mans, amb les cames separades.
4-. Situat al centre del presbiteri. Bloc monolític de pedra, de planta quadrada i una columna semicircular a cada angle. Entre aquestes hi ha esculpida una columna central amb quatre semiesferes en relleu acusat, dues a la part superior i dues a l'inferior. Aquesta part central es recolza sobre una basa decorada amb un rectangle en baix relleu on hi ha una creu esculpida. La part superior, a mode de capitell, està decorada amb dos cercles separats per un eix format per cinc incisions quadrades. Fa uns 90 cm d'alçada x 42 cm d'ample i 32 cm de gruix.

## Història
L'església fou edificada en el segle xii seguint el mateix model que en la del Bossòst, si bé en la construcció s'empraren elements anteriors (visibles a la façana). El seu aparell regular i molt ben escairat, poc freqüent a la Val, fan suposar que es constituí amb abundància de medis. En el curs del segle xvi, la capçalera sofrí importants transformacions, essent enderrocats els absis romànics. Durant el segle xix aquesta fou novament modificada, adquirint el seu aspecte actual.
L'església és dedicada al màrtir sant Feliu africà o Feliu de Girona, patró del poble, a qui l'any 1998 li van dedicar uns Goigs escrits en aranès per Agustí Masvidal.